# Scherzino. Akvarel
Scherzino. Akvarel is een compositie van Niels Gade. Gade schreef eerder zijn Akvareller en later zijn Nye akvareller. Deze losstaande muzikale aquarel verscheen in het Musiksalks Museum, later drukte Hornemann & Erslev het (juli 1861). 